# Тенгеры
Тенге́ры (тенггеры, уонг тенггер) — индонезийский народ, живущий в горах Тенгер на востоке острова Ява, в частности, в национальном парке Бромо-Тенгер-Семеру. Численность — более 50 тыс. человек. В их языке сохранились значительные пласты старояванской лексики. По религии тенгеры — индуисты с элементами буддизма и анимистических верований. Живут в деревнях (с линейной планировкой), расположенных террасами на склонах гор. Основные традиционные занятия — ручное подсечно-огневое земледелие (кукуруза, маниок, таро, овощи) и скотоводство.